# Edmond Nicolas
Edmond Antoine Joseph Hubert Nicolas (Roermond, 2 december 1902 – Nijmegen, 31 oktober 1976) was een Nederlandse schrijver wiens succesvolle  streekromans De heer van Jericho (1946), Brocaat en Boerenbont (1949) en De erfenis (1955) in de jaren vijftig van de 20e eeuw druk op druk beleefden in de pocketboekenreeks Prisma Pockets van Uitgeverij Het Spectrum. De valse God (1952) was mogelijk een minder succes. Alle romans weerspiegelen een katholieke en bourgondische levenshouding. Daarnaast schreef hij feuilletons voor damesbladen. Al voor de oorlog was hij verbonden met uitgeverij Het Spectrum, waar hij een van de redacteuren was van het Nationaal Cultureel Maandblad De Bundel
Naast romans schreef Nicolas ook nog Gezond leven; geestelijke en lichamelijke hygiëne voor man en vrouw (Utrecht: Het Spectrum, 1960) en het optimistische Wees toch gelukkig! met illustraties van Harry Prenen (Utrecht: De Fontein, z.j.). Verstandig en Gezond (Spectrum, 1949) had grote invloed op de Rooms Katholieke moraal. Ook het Zonneboek door Fontein in 1953 uitgegeven voor de Nederlandse Katholieke Arbeidersbeweging kan tot deze categorie worden gerekend.
Edmond Nicolas - hij was biochemisch ingenieur - trad in de jaren zestig ook nog een tijd op als (eerste) televisiekok bij de KRO. Van zijn hand verscheen dan ook Het Extra Kookboek, doodernstige recepten van de Heer van Jericho, Edmond Nicolas, De eerste Nederlandse Televisiekok. In 1961 publiceerde Maggi Producten in Amsterdam Nicolas' receptenboekje Goud voor uw keuken. Bij Centraal Instituut voor Voedingsonderzoek TNO in Zeist verscheen tussen 1967 en 1977 van zijn hand Gerst en bier, Over Aardappelen, Over Pluimvee en Eieren, Over zuivel, Over Fruit, Over Vis, Over Vlees en Over graan, meel en brood.; dit laatste postuum. 
Edmond Nicolas was de broer van de glazenier Joep Nicolas.

## Trivia
Een tekstgedeelte uit De heer van Jericho, werd in 1972 gebruikt bij het landelijk examen Nederlands voor de lagere technische school.
De roman "De Erfenis" is ook, in enigszins andere vorm, als feuilleton in de jaren 1954/54 in de Haagse Post geplubiceerd.
- Digitale Bibliotheek voor de Nederlandse Letteren: nico002
- International Standard Name Identifier: 0000 0003 9748 5376
- Nederlandse Thesaurus van Auteursnamen: 071465324
- Système universitaire de documentation: 175081964
- Virtual International Authority File: 306165661
- WorldCat: E39PBJhXbQrWvJrw9htCccPxXd